# Dicrurus leucophaeus
El drongo cenizo (Dicrurus leucophaeus) es una especie de ave paseriforme de la familia Dicruridae. Se encuentra muy difundido por el sur y sureste de Asia con diversas poblaciones que varían en el tono de gris, sus patrones migratorios y el tamaño o presencia de la mancha blanca alrededor del ojo.

## Descripción

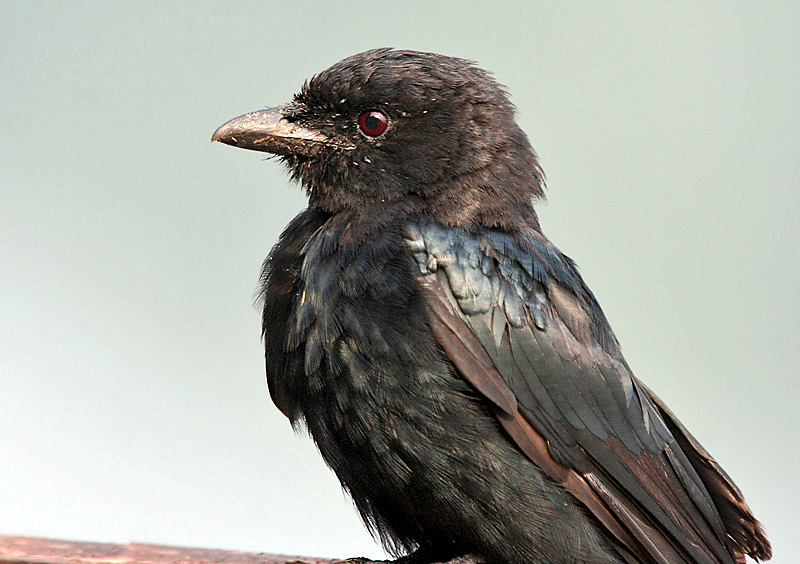
Detalle de longicaudatus (Calcuta).

El adulto del drongo cenizo es de color gris oscuro, y posee una larga cola muy ahorquillada. Existen varias subespecies con plumajes en diversos tonos de gris. Algunas subespecies tienen marcas blancas en la cabeza. Los ejemplares jóvenes son de un color gris amarronado parejo.
Las subespecies longicaudatus de la India (que incluye al beavani de los Himalayas que pasa el invierno en la península, con una población que se reproduce en la zona central de India que Vaurie denomina longicaudatus en un sentido estricto) es muy oscuro y se asemeja mucho al drongo real si bien esta ave es algo más delgada y tiene una cola menos larga y no tan abierta. Se lo encuentra en bosques con árboles altos, sus zonas inferiores son de color gris oscuro y no tiene el color negro brillante propio del drongo real. Su iris es carmensí y no posee una mancha blanca en el rictus. Las subespecies leucogenis y salangensis tienen la mancha blanca en el ojo al igual que varias de las razas que habitan en islas y que se reproducen en el sur. Sus llamadas son un poco más nasales que las del drongo real.

## Distribución
El drongo cenizo se reproduce en las colinas de zonas tropicales en el sur de Asia desde Afganistán por el este hasta el sur de China e Indonesia. Numerosas poblaciones en el sector norte de la zona en la que habita son migratorias. Charles Vaurie describió la subespecie beavani (en honor a Robert Cecil Beavan) como la población que se reproduce en los Himalayas y que pasa el invierno en la India peninsular. Sin embargo otros estudiosos posteriores incluyen a esta como parte del longicaudatus cuya población también se reproduce en la zona central de India. En invierno, la especie gusta de permanecer en bosques en las colinas. E. C. Stuart Baker describió stevensi al cual  Vaurie consideraba era o bien el beavani o hopwoodi de los Himalayas orientales. Al este de la zona habitada por hopwoodi habita el  mouhouti de Tailandia y Myanmar. Al norte de esta zona se encuentran el leucogenis y salangensis (ambas migratorias a zonas al sur aunque también se las observa al oeste en Nagaland) mientras que bondi habita en el sur. A lo largo de la cadenas del sudeste asiático, existen varias poblaciones insulares incluido periophthalmus, batakensis, phaedrus, siberu y nigrescens. Se ha indicado que la forma nominada es la que habita en las islas de Simalur, Java, Bali, Lombok, Palawan, y Balabac.

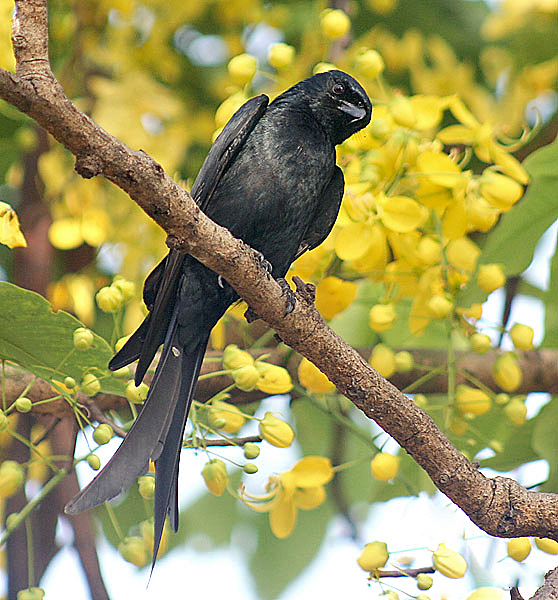
longicaudatus (Calcuta)
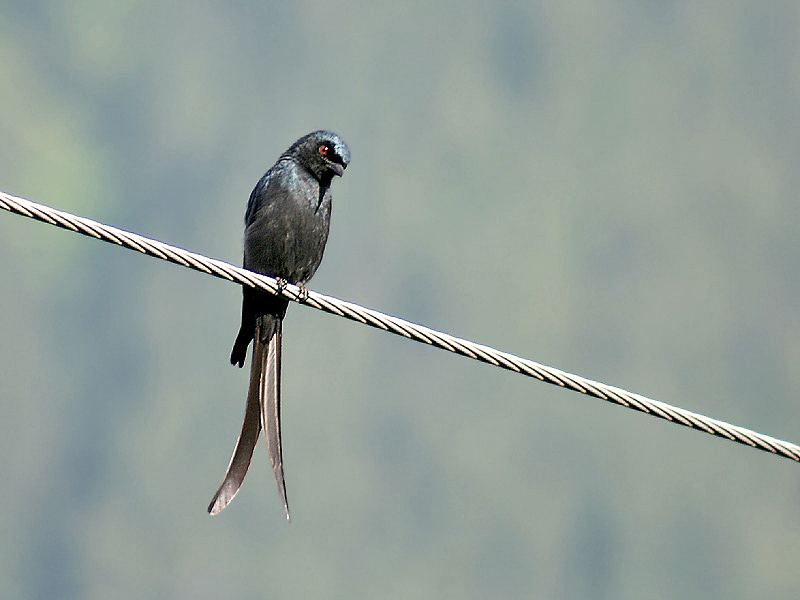
longicaudatus (a 2500 m en Kullu)